# グシイ族
グシイ族（グシイぞく、Gusii）は、ケニアに住む部族。キシイ族（Kisii）とも呼ばれる。

## 居住地
ケニア、南ニャンザ地区の灌漑の行き届いた山地に、氏族に分かれて住んでいる。
かつて各氏族は自治的だったが、その中のあるひとつの出自集団（共通の祖先を持つ人の集団）が、他の諸氏族の上位に立っていた。

## 生活
主食は乳製品と穀類。

## 宗教
祖先崇拝を中心とする宗教を持ち、祖先が子孫の家に住んでいると信じている。